# 세계 인테르링구아 연합
| 이 단체의 이름, '세계 인테르링구아 연합'는 정식 한국어 명칭이 아닌 임시 명칭입니다. 추후 바뀔 가능성이 있으니 주의하여 주시기 바랍니다. |

세계 인테르링구아 연합(Union Mundial pro Interlingua, UMI)은 국제어인 인테르링구아를 장려하는 조직이다. 1955년 프랑스 투르에서 설립되었다.